# Eucereon latifascia
Eucereon latifascia là một loài bướm đêm thuộc phân họ Arctiinae, họ Erebidae.